# تومي أنغيل
تومي أنغيل (بالإنجليزية: Tommy Angell)‏ هي مبارزة بالسيف أمريكية، ولدت في 6 مايو 1934 في بيركيلي في الولايات المتحدة.

## وصلات خارجية
- تومي أنغيل على موقع أوليمبيديا (الإنجليزية)